# Sicaya (gemeente)
Sicaya is een gemeente (municipio) in de Boliviaanse provincie Capinota in het departement Cochabamba. De gemeente telt naar schatting 5.215 inwoners (2018). De hoofdplaats is Sicaya.